# Liste der Wappen in der Provinz Bergamo (A–I)
Die Liste der Wappen in der Provinz Bergamo A – I beinhaltet alle in der Wikipedia gelisteten Wappen der Orte mit dem Anfangsbuchstaben A – I in der Provinz Bergamo in der Region Lombardei in Italien. In dieser Liste werden die Wappen mit dem Gemeindelink angezeigt. 

## Wappen der Provinz Bergamo

Provinz Bergamo
Lage der Provinz in Italien

## Wappen der Gemeinden der Provinz Bergamo A bis I

Adrara San Martino
Adrara San Rocco
Albano Sant’Alessandro
Albino
Algua
Almenno San Salvatore
Almè
Alzano Lombardo
Ambivere
Antegnate
Arcene
Ardesio
Arzago d’Adda
Averara
Aviatico
Azzano San Paolo
Azzone
Bagnatica
Barbata
Bariano
Barzana
Bedulita
Berbenno
Bergamo
Berzo San Fermo
Bianzano
Blello
Bolgare
Boltiere
Bonate Sopra
Bonate Sotto
Borgo di Terzo
Bossico
Bottanuco
Bracca
Branzi
Brembate
Brembate di Sopra
Brignano Gera d’Adda
Brumano
Brusaporto
Calcinate
Calcio
Calusco d’Adda
Calvenzano
Camerata Cornello
Canonica d’Adda
Capizzone
Capriate San Gervasio
Caprino Bergamasco
Caravaggio
Carobbio degli Angeli
Carona
Carvico
Casazza
Casirate d’Adda
Casnigo
Cassiglio
Castel Rozzone
Castelli Calepio
Castione della Presolana
Castro
Cavernago
Cazzano Sant’Andrea
Cenate Sopra
Cenate Sotto
Cene
Cerete
Chignolo d’Isola
Chiuduno
Cisano Bergamasco
Ciserano
Cividate al Piano
Clusone
Colere
Cologno al Serio
Colzate
Comun Nuovo
Corna Imagna
Cornalba
Cortenuova
Costa Valle Imagna
Costa Volpino
Costa di Mezzate
Costa Serina
Covo
Credaro
Curno
Cusio
Dalmine
Dossena
Endine Gaiano
Entratico
Fara Gera d’Adda
Fara Olivana con Sola
Filago
Fino del Monte
Fiorano al Serio
Fontanella
Fonteno
Foppolo
Foresto Sparso
Fornovo San Giovanni
Fuipiano Valle Imagna
Gandellino
Gandino
Gandosso
Gaverina Terme
Gazzaniga
Ghisalba
Gorlago
Gorle
Gorno
Grassobbio
Gromo
Grone
Grumello del Monte
Isola di Fondra
Isso

## Wappen der Gemeinden der Provinz Bergamo L bis Z
- Liste der Wappen in der Provinz Bergamo (L–Z)